# Collegio di New Forest West
New Forest West è un collegio elettorale inglese situato nell'Hampshire rappresentato alla camera dei Comuni del parlamento del Regno Unito. Elegge un membro del parlamento con il sistema maggioritario a turno unico; l'attuale parlamentare è Desmond Swayne del Partito Conservatore, che rappresenta il collegio dal 1997.

## Estensione

New Forest West dal 2010 al 2024

- 1997-2010: i ward del distretto di New Forest di Barton, Bashley, Becton, Bransgrove and Sopley, Downlands, Fordingbridge, Forest North West, Forest West, Hordle, Lymington Town, Milford, Milton, Pennington, Ringwood North, Ringwood South e Sway.
- 2010-2024: i ward del distretto di New Forest di Barton, Bashley, Becton, Bransgore and Burley, Buckland, Downlands and Forest, Fernhill, Fordingbridge, Forest North West, Hordle, Lymington Town, Milford, Milton, Pennington, Ringwood East and Sopley, Ringwood North e Ringwood South.
- dal 2024: i ward del distretto di New Forest di Ashley, Bashley and Fernhill; Ballard; Barton and Becton; Bransgore, Burley, Sopley and Ringwood East; Downlands and Forest North; Fordingbridge, Godshill and Hyde; Lymington; Milford and Hordle; Milton; Pennington; Ringwood North and Ellingham e Ringwood South.

Il collegio copre la parte di New Forest che non è compresa nel collegio di New Forest East, e gli insediamenti abitati a sud vicino alla costa; i principali centri sono Fordingbridge e Ringwood che si trovano nell'interno, mentre New Milton e Lymington sono costieri.

## Membri del parlamento
| Elezione | Elezione | Deputato       | Partito      |
| -------- | -------- | -------------- | ------------ |
|          | 1997     | Desmond Swayne | Conservatore |

## Elezioni

### Elezioni negli anni 2020
| Partito                    | Partito                                   | Candidato                  | Risultati 4 luglio 2024 | Risultati 4 luglio 2024 |
| Partito                    | Partito                                   | Candidato                  | Voti                    | %                       |
| -------------------------- | ----------------------------------------- | -------------------------- | ----------------------- | ----------------------- |
|                            | Conservatore                              | Desmond Swayne             | 16 412                  | 35,42                   |
|                            | Laburista                                 | Sally Johnston             | 10 812                  | 23,33                   |
|                            | Lib Dem                                   | Jack Davies                | 8 186                   | 17,67                   |
|                            | Reform UK                                 | Reginald Chester-Sterne    | 7 577                   | 16,35                   |
|                            | Verde                                     | Anna Collar                | 2 800                   | 6,04                    |
|                            | Animal Welfare                            | Gavin Ridley               | 393                     | 0,85                    |
|                            | Social Democratico                        | Paul Simon                 | 157                     | 0,34                    |
|                            |                                           |                            |                         |                         |
| Iscritti                   | Iscritti                                  | Iscritti                   | 68 644                  | 100,00                  |
| ↳ Votanti (% su iscritti)  | ↳ Votanti (% su iscritti)                 | ↳ Votanti (% su iscritti)  | 46 337                  | 67,50                   |
| ↳ Astenuti (% su iscritti) | ↳ Astenuti (% su iscritti)                | ↳ Astenuti (% su iscritti) | 22 307                  | 32,50                   |
|                            |                                           |                            |                         |                         |
|                            | Esito: collegio confermato a Conservatore |                            |                         |                         |

### Elezioni negli anni 2010
| Partito                    | Partito                                   | Candidato                  | Risultati 12 dicembre 2019 | Risultati 12 dicembre 2019 |
| Partito                    | Partito                                   | Candidato                  | Voti                       | %                          |
| -------------------------- | ----------------------------------------- | -------------------------- | -------------------------- | -------------------------- |
|                            | Conservatore                              | Desmond Swayne             | 32 113                     | 63,84                      |
|                            | Lib Dem                                   | Jack Davies                | 7 710                      | 15,33                      |
|                            | Laburista                                 | Jo Graham                  | 6 595                      | 13,11                      |
|                            | Verdi                                     | Nicholas Bubb              | 3 888                      | 7,73                       |
|                            |                                           |                            |                            |                            |
| Iscritti                   | Iscritti                                  | Iscritti                   | 70 867                     | 100,00                     |
| ↳ Votanti (% su iscritti)  | ↳ Votanti (% su iscritti)                 | ↳ Votanti (% su iscritti)  | 50 556                     | 71,34                      |
| ↳ Astenuti (% su iscritti) | ↳ Astenuti (% su iscritti)                | ↳ Astenuti (% su iscritti) | 20 311                     | 28,66                      |
|                            |                                           |                            |                            |                            |
|                            | Esito: collegio confermato a Conservatore |                            |                            |                            |

| Partito                    | Partito                                   | Candidato                  | Risultati 8 giugno 2017 | Risultati 8 giugno 2017 |
| Partito                    | Partito                                   | Candidato                  | Voti                    | %                       |
| -------------------------- | ----------------------------------------- | -------------------------- | ----------------------- | ----------------------- |
|                            | Conservatore                              | Desmond Swayne             | 33 170                  | 66,84                   |
|                            | Laburista                                 | Jo Graham                  | 9 739                   | 19,62                   |
|                            | Lib Dem                                   | Terry Scriven              | 4 781                   | 9,63                    |
|                            | Verdi                                     | Janet Richards             | 1 454                   | 2,93                    |
|                            | Pirata                                    | Des Hjerling               | 483                     | 0,97                    |
|                            |                                           |                            |                         |                         |
| Iscritti                   | Iscritti                                  | Iscritti                   | 68 168                  | 100,00                  |
| ↳ Votanti (% su iscritti)  | ↳ Votanti (% su iscritti)                 | ↳ Votanti (% su iscritti)  | 49 627                  | 72,80                   |
| ↳ Astenuti (% su iscritti) | ↳ Astenuti (% su iscritti)                | ↳ Astenuti (% su iscritti) | 18 541                  | 27,20                   |
|                            |                                           |                            |                         |                         |
|                            | Esito: collegio confermato a Conservatore |                            |                         |                         |

| Partito                    | Partito                                   | Candidato                  | Risultati 7 maggio 2015 | Risultati 7 maggio 2015 |
| Partito                    | Partito                                   | Candidato                  | Voti                    | %                       |
| -------------------------- | ----------------------------------------- | -------------------------- | ----------------------- | ----------------------- |
|                            | Conservatore                              | Desmond Swayne             | 28 420                  | 59,95                   |
|                            | UKIP                                      | Paul Bailey                | 7 816                   | 16,49                   |
|                            | Laburista                                 | Lena Samuels               | 5 133                   | 10,83                   |
|                            | Lib Dem                                   | Imogen Shepherd-DuBey      | 3 293                   | 6,95                    |
|                            | Verdi                                     | Janet Richards             | 2 748                   | 5,80                    |
|                            |                                           |                            |                         |                         |
| Iscritti                   | Iscritti                                  | Iscritti                   | 68 511                  | 100,00                  |
| ↳ Votanti (% su iscritti)  | ↳ Votanti (% su iscritti)                 | ↳ Votanti (% su iscritti)  | 47 410                  | 69,20                   |
| ↳ Astenuti (% su iscritti) | ↳ Astenuti (% su iscritti)                | ↳ Astenuti (% su iscritti) | 21 101                  | 30,80                   |
|                            |                                           |                            |                         |                         |
|                            | Esito: collegio confermato a Conservatore |                            |                         |                         |

| Partito                    | Partito                                   | Candidato                  | Risultati 6 maggio 2010 | Risultati 6 maggio 2010 |
| Partito                    | Partito                                   | Candidato                  | Voti                    | %                       |
| -------------------------- | ----------------------------------------- | -------------------------- | ----------------------- | ----------------------- |
|                            | Conservatore                              | Desmond Swayne             | 27 980                  | 58,82                   |
|                            | Lib Dem                                   | Mike Plummer               | 11 084                  | 23,30                   |
|                            | Laburista                                 | Janice Hurne               | 4 666                   | 9,81                    |
|                            | UKIP                                      | Martin Lyon                | 2 783                   | 5,85                    |
|                            | Verdi                                     | Janet Richards             | 1 059                   | 2,23                    |
|                            |                                           |                            |                         |                         |
| Iscritti                   | Iscritti                                  | Iscritti                   | 68 350                  | 100,00                  |
| ↳ Votanti (% su iscritti)  | ↳ Votanti (% su iscritti)                 | ↳ Votanti (% su iscritti)  | 47 572                  | 69,60                   |
| ↳ Astenuti (% su iscritti) | ↳ Astenuti (% su iscritti)                | ↳ Astenuti (% su iscritti) | 20 778                  | 30,40                   |
|                            |                                           |                            |                         |                         |
|                            | Esito: collegio confermato a Conservatore |                            |                         |                         |

### Elezioni negli anni 2000
| Partito                    | Partito                                   | Candidato                  | Risultati 5 maggio 2005 | Risultati 5 maggio 2005 |
| Partito                    | Partito                                   | Candidato                  | Voti                    | %                       |
| -------------------------- | ----------------------------------------- | -------------------------- | ----------------------- | ----------------------- |
|                            | Conservatore                              | Desmond Swayne             | 26 004                  | 56,45                   |
|                            | Lib Dem                                   | Murari Kaushik             | 8 719                   | 18,93                   |
|                            | Laburista                                 | Janice Hurne               | 7 590                   | 16,48                   |
|                            | UKIP                                      | Brian Lawrence             | 1 917                   | 4,16                    |
|                            | Verdi                                     | Janet Richards             | 1 837                   | 3,99                    |
|                            |                                           |                            |                         |                         |
| Iscritti                   | Iscritti                                  | Iscritti                   | 69 273                  | 100,00                  |
| ↳ Votanti (% su iscritti)  | ↳ Votanti (% su iscritti)                 | ↳ Votanti (% su iscritti)  | 46 067                  | 66,50                   |
| ↳ Astenuti (% su iscritti) | ↳ Astenuti (% su iscritti)                | ↳ Astenuti (% su iscritti) | 23 206                  | 33,50                   |
|                            |                                           |                            |                         |                         |
|                            | Esito: collegio confermato a Conservatore |                            |                         |                         |

| Partito                    | Partito                                   | Candidato                  | Risultati 7 giugno 2001 | Risultati 7 giugno 2001 |
| Partito                    | Partito                                   | Candidato                  | Voti                    | %                       |
| -------------------------- | ----------------------------------------- | -------------------------- | ----------------------- | ----------------------- |
|                            | Conservatore                              | Desmond Swayne             | 24 575                  | 55,74                   |
|                            | Lib Dem                                   | Michael Bignell            | 11 384                  | 25,82                   |
|                            | Laburista                                 | Crada N. Onuegbu           | 6 481                   | 14,70                   |
|                            | UKIP                                      | Michael Clark              | 1 647                   | 3,74                    |
|                            |                                           |                            |                         |                         |
| Iscritti                   | Iscritti                                  | Iscritti                   | 67 826                  | 100,00                  |
| ↳ Votanti (% su iscritti)  | ↳ Votanti (% su iscritti)                 | ↳ Votanti (% su iscritti)  | 44 087                  | 65,00                   |
| ↳ Astenuti (% su iscritti) | ↳ Astenuti (% su iscritti)                | ↳ Astenuti (% su iscritti) | 23 739                  | 35,00                   |
|                            |                                           |                            |                         |                         |
|                            | Esito: collegio confermato a Conservatore |                            |                         |                         |

## Risultati dei referendum

### Referendum sulla permanenza del Regno Unito nell'Unione europea del 2016
|             | Collegio        | Lasciare UE % | Rimanere in UE % |
| ----------- | --------------- | ------------- | ---------------- |
|             | New Forest West | 55,8%         | 44,2%            |
| Inghilterra | 53,3%           | 46,7%         |                  |
| Regno Unito | 51,9%           | 48,1%         |                  |